# Veter v litso
Veter v litso (russisk: Ветер в лицо) er en sovjetisk stumfilm fra 1930 af Iosif Chejfits og Aleksandr Sarkhi.

## Medvirkende
- Aleksandr Melnikov som Valerian
- Oleg Zjakov som Boris
- Zoja Gleizarova som Nina
- Aleksandr Melnikov